# Estado Independiente de Aramoana
El Estado Independiente de Aramoana (llamada  oficialmente en inglés Independent State of Aramoana) era una micronación cuya forma de gobierno era el de  una República.

## Localización
Estaba localizado en la villa de Aramoana, que forma parte de la ciudad de Dunedin, Nueva Zelanda.

## Historia
Fue creado a finales de 1980 como modo de protesta contra la Fundición Comelco que quería desalojar a los vecinos de las villas de Aramoana y la vecina Te Ngaru, para derribarlas y abrir una mina de aluminio.